# David Singmaster
David Breyer Singmaster, ameriško-britanski matematik, * december 1938, Ferguson, Missouri, ZDA, † 13. februar 2023.

## Življenje in delo
Singmaster je doktoriral iz matematike na Univerzi Kalifornije v Berkeleyju pod Lehmerjevim in Lehmanovim mentorstvom. Bil je profesor matematičnih znanosti in računalništva na Univerzi London South Bank in je kot metagrobolog najbolj znan po svoji rešitvi Rubikove kocke, ter po svoji ogromni zbirki mehanskih ugank in knjig s področja razvedrilne matematike. Zanima ga tudi zgodovina računalništva.
Raziskoval je pojavitve števil v Pascalovem aritmetičnem trikotniku. Leta 1971 je uvedel pojem mnogokratnosti števila v Pascalovem trikotniku N(a), za katero je dokazal, da velja:
{\displaystyle N(a)={\mathcal {O}}(\log a)\!\,,}
kjer je O Landauov simbol. Edino število, ki ima neskončno mnogokratnost v Pascalovem trikotniku, je 1. 2 se pojavi le enkrat in ima mnogokratnost 1. Leta 1975 je Singmaster pokazal, da ima diofantska enačba:
{\displaystyle {n+1 \choose k+1}={n \choose k+2}\!\,}
neskončno mnogo rešitev za dve celi števili n in k. Iz tega sledi, da obstaja neskončno mnogo mnogokratnosti stopnje 6. Rešitve so dane z:
{\displaystyle n=F_{2i+2}F_{2i+3}-1\!\,,}
{\displaystyle k=F_{2i}F_{2i+3}-1\!\,,}
kjer je Fn n-to Fibonaccijevo število (indeksirano po dogovoru, da je F1 = F2 = 1).